# Todor Nedelew
Todor Ljubtschew Nedelew (bulgarisch Тодор Любчев Неделев, engl. Transkription Todor Nedelev; * 7. Februar 1993 in Plowdiw) ist ein bulgarischer Fußballspieler. Der Offensivspieler steht bei Botew Plowdiw unter Vertrag und ist A-Nationalspieler.

## Karriere

### Vereine

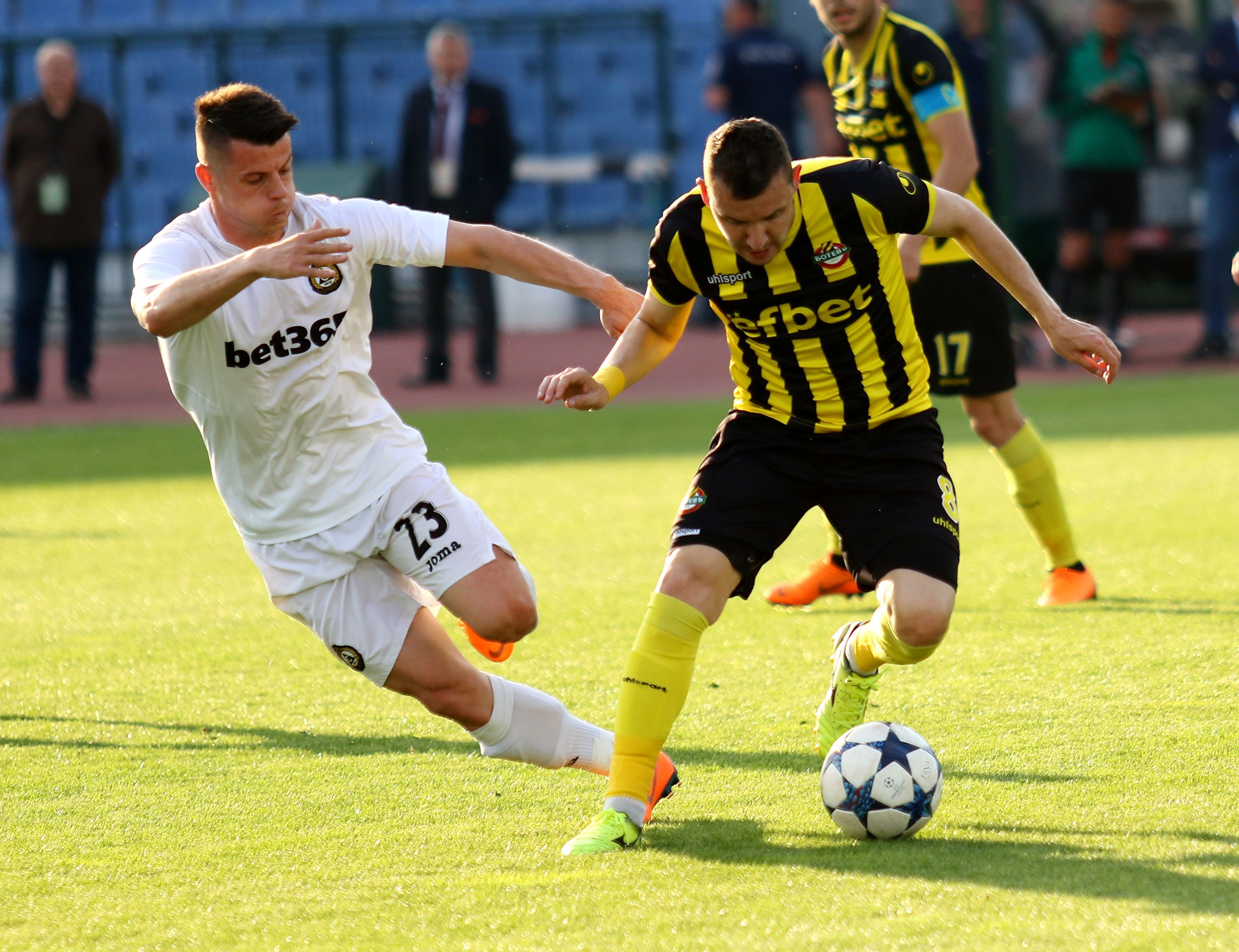
Nedelew bei einem Ligaspiel mit Botew Plowdiw (2018)

Nedelew begann seine Karriere im Jahr 2004 in der Jugend von Botew Plowdiw, von der er zur Saison 2012/13 in den Kader der ersten Mannschaft aufrückte. Sein Profidebüt gab er am 11. August 2012 in der A Grupa beim 3:0-Sieg gegen Slawia Sofia. Seine ersten beiden Tore erzielte er am 6. Oktober 2012 beim 2:0-Heimsieg gegen Lokomotive Sofia.
In der Winterpause der Saison 2013/14 wechselte Nedelew zum deutschen Bundesligisten 1. FSV Mainz 05. Am 25. März 2014 kam er im Auswärtsspiel bei Eintracht Braunschweig zu seinem ersten Bundesliga-Einsatz, als er in der 75. Minute für Julian Koch eingewechselt wurde. Für die zweite Mannschaft der Mainzer traf Nedelew erstmals am 23. September 2014 beim 4:0-Sieg gegen Preußen Münster in der 3. Liga.
Nachdem er in der Hinrunde der Spielzeit 2015/16 zu lediglich sechs Einsätzen für die zweite Mannschaft gekommen war, wurde er im Januar 2016 zunächst bis zum Saisonende an seinen ehemaligen Verein Botew Plowdiw verliehen. Nachdem das Leihgeschäft im Sommer 2016 bereits um ein Jahr verlängert worden war, wechselte Nedelew zur Saison 2017/18 fest zurück nach Plowdiw.

### Nationalmannschaft
Nedelew kam im Oktober 2011 im Rahmen der Qualifikation zur U19-Europameisterschaft dreimal für die bulgarische U19-Nationalmannschaft zum Einsatz. Für die U21-Auswahl des bulgarischen Fußballverbandes spielte er viermal und erzielte im Rahmen der EM-Qualifikation innerhalb von fünf Tagen bei zwei Spielen gegen Andorra drei Tore.
Am 14. August 2013 debütierte Nedelew bei der 0:2-Auswärtsniederlage im Freundschaftsspiel gegen Mazedonien in der A-Nationalmannschaft.